# Ле-Бар-сюр-Лу (кантон)
Ле-Бар-сюр-Лу (фр. Le Bar-sur-Loup) — упразднённый кантон во Франции, в регионе Прованс — Альпы — Лазурный Берег, департамент Приморские Альпы. Входил в состав округа Грас. Код INSEE кантона — 0602.
До марта 2015 года в состав кантона Ле-Бар-сюр-Лу входило 10 коммун, административный центр располагался в коммуне Ле-Бар-сюр-Лу.

## Коммуны кантона
| Коммуна       | Население, чел. (1999) | Почтовый индекс | Код INSEE |
| ------------- | ---------------------- | --------------- | --------- |
| Вальбонн      | 10 746                 | 06560           | 06152     |
| Гурдон        | 379                    | 06620           | 06068     |
| Коссоль       | 220                    | 06460           | 06037     |
| Курм          | 88                     | 06620           | 06049     |
| Ле-Бар-сюр-Лу | 2543                   | 06620           | 06010     |
| Ле-Руре       | 3428                   | 06650           | 06112     |
| Опьо          | 1922                   | 06650           | 06089     |
| Рокфор-ле-Пен | 5239                   | 06330           | 06105     |
| Турет-сюр-Лу  | 3870                   | 06140           | 06148     |
| Шатонёф-Грас  | 2968                   | 06740           | 06038     |

## Население
Население кантона на 2007 год составляло 34 931 человек.
| 1962 | 1968 | 1975 | 1982 | 1990 | 1999   | 2006 | 2007   | 2008 |
| ---- | ---- | ---- | ---- | ---- | ------ | ---- | ------ | ---- |
| —    | —    | —    | —    | —    | 31 333 | —    | 34 931 | —    |

По закону от 17 мая 2013 и декрету от 24 февраля 2014 года количество кантонов в департаменте Приморские Альпы уменьшилось с 52-х до 27-ми. Новое территориальное деление департаментов на кантоны вступило в силу во время выборов 2015 года. После реформы кантон был упразднён. Коммуны Вальбонн, Гурдон, Коссоль, Курм, Ле-Руре, Ле-Бар-сюр-Лу, Опьо, Турет-сюр-Лу, Шатонёф-Грас переданы в состав вновь созданного кантона Вальбонн, а коммуна Рокфор-ле-Пен передана в состав вновь созданного кантона Вильнёв-Лубе (округ Грас).